# Laurepa
Laurepa is een geslacht van rechtvleugeligen uit de familie krekels (Gryllidae). De wetenschappelijke naam van dit geslacht is voor het eerst geldig gepubliceerd in 1869 door Francis Walker.

## Soorten
Het geslacht Laurepa omvat de volgende soorten:
- Laurepa anoptos Otte & Perez-Gelabert, 2009
- Laurepa antiphonos Otte & Perez-Gelabert, 2009
- Laurepa canaster Otte & Perez-Gelabert, 2009
- Laurepa catacrotos Otte & Perez-Gelabert, 2009
- Laurepa ecplecticos Otte & Perez-Gelabert, 2009
- Laurepa efferata Otte & Perez-Gelabert, 2009
- Laurepa epagogos Otte & Perez-Gelabert, 2009
- Laurepa epakros Otte & Perez-Gelabert, 2009
- Laurepa epimeles Otte & Perez-Gelabert, 2009
- Laurepa erronea Otte & Perez-Gelabert, 2009
- Laurepa exaitos Otte & Perez-Gelabert, 2009
- Laurepa gavisa Otte & Perez-Gelabert, 2009
- Laurepa gymnopta Otte & Perez-Gelabert, 2009
- Laurepa kropion Otte & Perez-Gelabert, 2009
- Laurepa krugi Saussure, 1878
- Laurepa krybelos Otte & Perez-Gelabert, 2009
- Laurepa maculata Desutter-Grandcolas & Bland, 2003
- Laurepa maroniensis Chopard, 1912
- Laurepa mundula Otte & Perez-Gelabert, 2009
- Laurepa noctimonos Otte & Perez-Gelabert, 2009
- Laurepa obscurella Walker, 1869
- Laurepa paraxynticos Otte & Perez-Gelabert, 2009
- Laurepa perennans Otte & Perez-Gelabert, 2009
- Laurepa periphantos Otte & Perez-Gelabert, 2009
- Laurepa phasma Otte & Perez-Gelabert, 2009
- Laurepa piedrasense Otte & Perez-Gelabert, 2009
- Laurepa pilosa Bolívar, 1888
- Laurepa prosplatos Otte & Perez-Gelabert, 2009
- Laurepa saba Otte & Perez-Gelabert, 2009
- Laurepa semnos Otte & Perez-Gelabert, 2009
- Laurepa spectrum Otte & Perez-Gelabert, 2009
- Laurepa trepida Otte & Perez-Gelabert, 2009
- Laurepa turbulenta Otte & Perez-Gelabert, 2009
- Laurepa tyrannos Otte & Perez-Gelabert, 2009
- Laurepa valida Walker, 1869